# عباس الطهراني
عباس الطهراني ولد عام 1309 في طهران ، کان عالما، متشرعا، وصديقا مقربا لروح الله الخميني.

## دراسته
بعد أن تخرج من المدرسة الابتدائية حضر دروس محمد بن سليمان التنكابني صاحب حاشیة فرائد الأصول (الرسائل) واأساتذة آخرين، ذهب إلى النجف سنة 1337 شمسية وحضر درس محمد حسين بن عبد الرحيم النائيني صاحب حاشية المكاسب وضياء العراقي والشيخ اسماعيل محلاتي صاحب أنوار العلم والمعرفة
عاد إلى إيران في سنة 1339 شمسية وتحديدا إلى آراك ليستفيد من دروس الشيخ عبد الكريم الحائري اليزدي وفي سنة 1340 شمسية هاجر استاذه إلى قم، فالتحق به وحضر دروسه حتى توفي سنة 1355 شمسية.

## نشاطه
إشتغل بتدريس السطوح الحوزوية منذ أن كان أستاذه على قيد الحياة، كان مواظبا على إعطاء دروس الأخلاق والعقائد وقراءة دعاء الندبة في مكتبة المدرسة الحجتية منذ سنة 1370 شمسية تقريبا إلى أخر عمره، وقد كان الطلاب والفضلاء يحضرون هذه الجلسات بلهفة واشتياق لما لها من الروحية المعنوية حيث كان شديد الاهتمام بها وحتى في أيام مرضه و هرمه كان يحرص على الحضور لها، في سنين عمره المتأخرة كان يقيم صلاة الجماعة في مساجد مدينة قم ، كانت لديه قريحة شعرية، حيث طبع ديوانه في قم سنة 1373 شمسية و الذي كان يتألف من مئتي صفحة.

## آثاره
- أقدام العلم و أنوار المعرفة
- دیوان أشعار في المعارف الإلهية و الأخلاقية.[1]

## وفاته
توفي سنة 1385 قمرية، دفن في حرم فاطمة المعصومة في قم بجوار قبر الحائري.